# Vokalqualität
Unter Vokalqualität versteht man die qualitativen Eigenschaften von Vokalen. Für die Beschreibung der Qualität der Vokale des Deutschen benötigt man mindestens Begriffe für folgende qualitative Eigenschaften: „offen“ (= tief) – „geschlossen“ (= hoch), „vorne“ (= palatal) – „hinten“ (= velar), „zentral“ (bezogen auf den Gegensatz von „vorne“ und „hinten“), „mittel“ (in der Mitte zwischen „offen“ und „geschlossen“) sowie „gerundet“ – „ungerundet“. Vokalqualität ist der Gegenbegriff zu Vokalquantität, womit der Gegensatz zwischen „langen“ und „kurzen“ Vokalen gemeint ist. (In einigen Sprachen gibt es nicht nur zwei Vokallängen.)

## Beispiele für die Vokalqualitäten im Deutschen
- „offen“ sind die „a-Laute“ im Gegensatz zu den „geschlossenen“ „i“-, „ü“- und „u“-Lauten; dazwischen befinden sich die „mittleren“ „e“-, „ö“- und „o“-Laute; dieses Kriterium bezieht sich auf die Mundöffnung (sowie den Kieferwinkel und auch die Höhe der Zungenstellung);
- „vorne“ sind die „i“- und „ü“-Laute im Gegensatz zu den „hinteren“ „u“-Lauten; das Gleiche gilt für die „e“- und „ö“-Laute im Gegensatz zu den „hinteren“ „o“-Lauten; das Schwa (= unbetontes kurzes [ə]) ist als zentraler Vokal weder als „vorne“ noch als „hinten“ zu bestimmen; dieses Kriterium bezieht sich darauf, ob die Zunge sich weiter vorne oder weiter hinten im Mundraum befindet;
- „gerundet“ – „ungerundet“ ist der Unterschied zwischen den „ungerundeten“ „i“- und „e“-Lauten und den „gerundeten“ „ü“- und „ö“-Lauten; dieses Kriterium bezieht sich darauf, ob die Lippen bei den entsprechenden Lauten gerundet werden oder nicht.